# André Aleman
André Aleman (Leiden, 20 juni 1975) is hoogleraar cognitieve neuropsychiatrie aan het Universitair Medisch Centrum Groningen. In tegenstelling tot veel hersenwetenschappers is hij van mening  dat menselijk bewustzijn wel degelijk gedrag kan aansturen en dat we daardoor baas over ons eigen leven kunnen zijn. Hij noemt de rol van het onbewuste overschat

en betoogt dat je door bewust denken je leven kunt veranderen. Aleman staat internationaal bekend als een vooraanstaand hersenonderzoeker.  Zijn boek Het seniorenbrein was een bestseller die in 9 talen uitkwam.

## Biografie
André Aleman studeerde neuropsychologie en fysiologische psychologie aan de Universiteit van Utrecht, waar hij in 2001 promoveerde. In 2008 werd hij benoemd tot hoogleraar cognitieve neuropsychiatrie aan het UMCG en de Rijksuniversiteit Groningen. Hij doet onderzoek naar waarneming, emotie en cognitieve controle bij mensen met psychiatrische problemen en bij ouderen met geheugenachteruitgang. Tevens is hij wetenschappelijk directeur van het Neuroimaging Center.

In  2011 ontving Aleman een Vici-subsidie van € 1,5 miljoen van de Nederlandse Organisatie voor Wetenschappelijk Onderzoek. Vici-wetenschappers behoren tot de top van Nederland en jaarlijks wordt slechts een paar keer, per wetenschapsgebied, deze vorm van subsidie toegekend.

In 2017 werd hij verkozen tot lid van de Koninklijke Akademie van Wetenschappen ( van 2009  tot  2014 maakte hij al deel uit van de Jonge Akadamie).

Van zijn hand verschenen in 2012 het boek Het Seniorenbrein en in 2017 Je brein de baas.
Aleman is getrouwd en heeft vijf kinderen. Hij is lid van de Gereformeerde gemeenten.

## Je brein de baas
Over het algemeen wordt aangenomen dat iemands gedrag voor het overgrote deel bepaald wordt door onbewuste processen in het brein. De meeste hersenwetenschappers verklaren wie wij zijn op grond van biologische en chemische factoren, zoals neurobioloog Dick Swaab met zijn bestseller  Wij zijn ons brein.
André Aleman daarentegen betoogt  in zijn laatste boek, Je brein de baas, dat wij zelf,  met bewust denken, in belangrijke mate ons brein kunnen aansturen, zoals "een roer een schip of een dirigent een orkest."
Aan de hand van de nieuwste inzichten uit de hersenwetenschap stelt Aleman dat het menselijk bewustzijn wel degelijk het gedrag stuurt. Wat je doet en wie je bent, heeft veel te maken met wat je denkt en wilt.
Tijdens een lezing voor de Universiteit van Groningen

benadrukt Aleman het belang van het bewustzijn. Hij is ervan overtuigd dat we zelf bepalen wat we doen. Dit in tegenstelling tot wetenschappers, die zeggen dat "onbewuste processen de hoofdrol spelen en het bewuste zelf pas op de voorgrond treedt, wanneer het besluit al genomen is." Zij menen ook dat de vrije wil niet bestaat. Refererend aan Daniel Dennett noemt Aleman het ontkennen van de vrije wil absurd en geeft als voorbeelden: het doen van een belofte, het evalueren van je daden, het aangaan van relaties met anderen; het zijn, volgens hem, allemaal overtuigende bewijzen van de vrije wil.
Aleman wijst op het bewust kunnen kiezen tussen gedragsopties en zegt dat cognitieve controlesystemen in onze hersens  het gedrag wel degelijk controleren en beïnvloeden. Wanneer je bewust een bepaalde keuze maakt, leidt dit tot verandering. Hij noemt hersenactiviteit het substraat van de menselijke geest; de modus om te denken, voelen en acties te ondernemen.
Aleman verrichtte onderzoek bij patiënten met geheugenproblemen, die apathisch gedrag en gebrek aan initiatief vertonen. Hij vergeleek hun hersenscans met  die van mensen die een gezonde wilskracht hebben. Ook bij schizofrenie patiënten deed hij soortgelijk onderzoek en bekeek welke gebieden in het brein (verminderd ) actief waren. Hij constateerde dat met name de functies die het werkgeheugen aansturen en de aandacht richten bij deze groepen minder werkzaam zijn.
Hij verwijst ook naar het experiment van Benjamin Libet, waarbij proefpersonen werden uitgenodigd om al of niet op een knop te drukken. Libet zag  dat een halve seconde vóór de proefpersonen meldden bewust het besluit te nemen de knop in te drukken, de hersenen deze beweging al in gang zetten. Volgens Aleman wijst dit ook op bewust denken.

## Emotieregulatie
Op diezelfde manier ziet hij ook mogelijkheden voor het reguleren van emoties.

Door een andere interpretatie van je emoties ( de Engelse term is reappraisal) kun je anders leren omgaan met bepaalde (bedreigende) situaties. Een bruikbare methode voor mensen met een angststoornis.
In het UMCG zijn studies gedaan naar reappraisal. De proefpersoon ligt in de MRI-scanner en krijgt plaatjes te zien op een schermpje, die negatieve emoties oproepen. Wanneer de proefpersoon gevraagd om de situatie anders in te schatten, zag Aleman c.s. dat gebieden in de frontale cortex die betrokken zijn bij mentale flexibiliteit actiever werden.

Een ander voorbeeld van bewust denken noemt hij neurofeedback, waarbij de hersenactiviteit wordt teruggekoppeld, door middel van een EEG, aan de patiënt. Ook mindfulness en contemplatie, zoals beoefend door monniken, zijn voor hem voorbeelden van bewust erbij zijn met je hersens, stil zijn in het moment en de ervaringen in het nu gewaar worden.Het feit dat ons brein bezield is, maakt ons uniek.
Als laatste voorbeeld noemt Aleman routinegedrag. Deze vorm van gedraging wordt veelal verklaard op grond van onbewuste processen in het brein. Maar ook hiervoor houdt hij staande dat een bepaalde handeling bewust ontstaan is. Ooit heeft hij bewust besloten zijn tanden te poetsen. De routine kwam pas naderhand.

## Het seniorenbrein
André Aleman publiceerde in 2012 het boek Het seniorenbrein. Ook al worden de hersenen tussen het 50ste en 80ste levensjaar 10% kleiner en het gewicht 10% minder, schrijft hij, toch is het mogelijk dit verlies goed te maken, omdat de beeldvorming in de hersenen medebepalend kan zijn op het verouderingsproces. Negatieve gedachten veroorzaken stress en zetten stresshormonen, zoals cortisol in beweging.
Aleman gebruikt de term "succesvolle senioren". Zij ondervinden geen dagelijkse hinder van een chronische ziekte en blijken in staat te zijn om mentaal goed te blijven functioneren. Ook hierbij speelt het bewuste denken een belangrijke rol. Zo is het lezen van een boek meer aan te bevelen dan het lezen van een krant, omdat het eerste een langere concentratie vereist. Sociale contacten zijn eveneens van groot belang. Uit onderzoek blijkt dat mensen die getroffen zijn door een hersenbloeding sneller herstellen, wanneer zij zich gesteund weten door hun naaste omgeving.
Aleman is lid van de Gereformeerde Gemeenten en hij is van mening dat wetenschap en geloof elkaar niet uitsluiten. Met wetenschap kan hij empirisch onderzoek doen, controleren en meten. Zijn geloof geeft hem betekenis en zin aan het leven. Voor hem zijn het twee manieren om kennis te hebben van de werkelijkheid, die elkaar heel goed aanvullen.

## Publicaties
- André Aleman: Wie is hier nou verward? 10 misverstanden over hersenen en gedrag. Amsterdam, Uitgeverij Atlas Contact, 2022. ISBN 978-90-450-3976-3
- André Aleman: Je brein de baas. Over de rol van bewust denken. Amsterdam, Uitgeverij Atlas Contact, 2017. ISBN 978-90-450-2697-8
- André Aleman: Het seniorenbrein. De ontwikkeling van onze hersenen na ons vijftigste. Amsterdam, Atlas Contact, 2012. ISBN 978-90-450-1982-6
- André Aleman: Hersenspinsels. Waarom we dingen zien, horen en denken die er niet zijn. Amsterdam, Atlas, 2011. ISBN 978-90-450-1726-6
- Andreas Aleman: Cognitive neuropsychiatry of hallucinations in schizophrenia. How the brain misleads itself. Proefschrift Universiteit Utrecht, 2001. ISBN 90-393-2667-3 (Digitale versie)